# ロシャンブロワーズ・キュキュロン・シカール

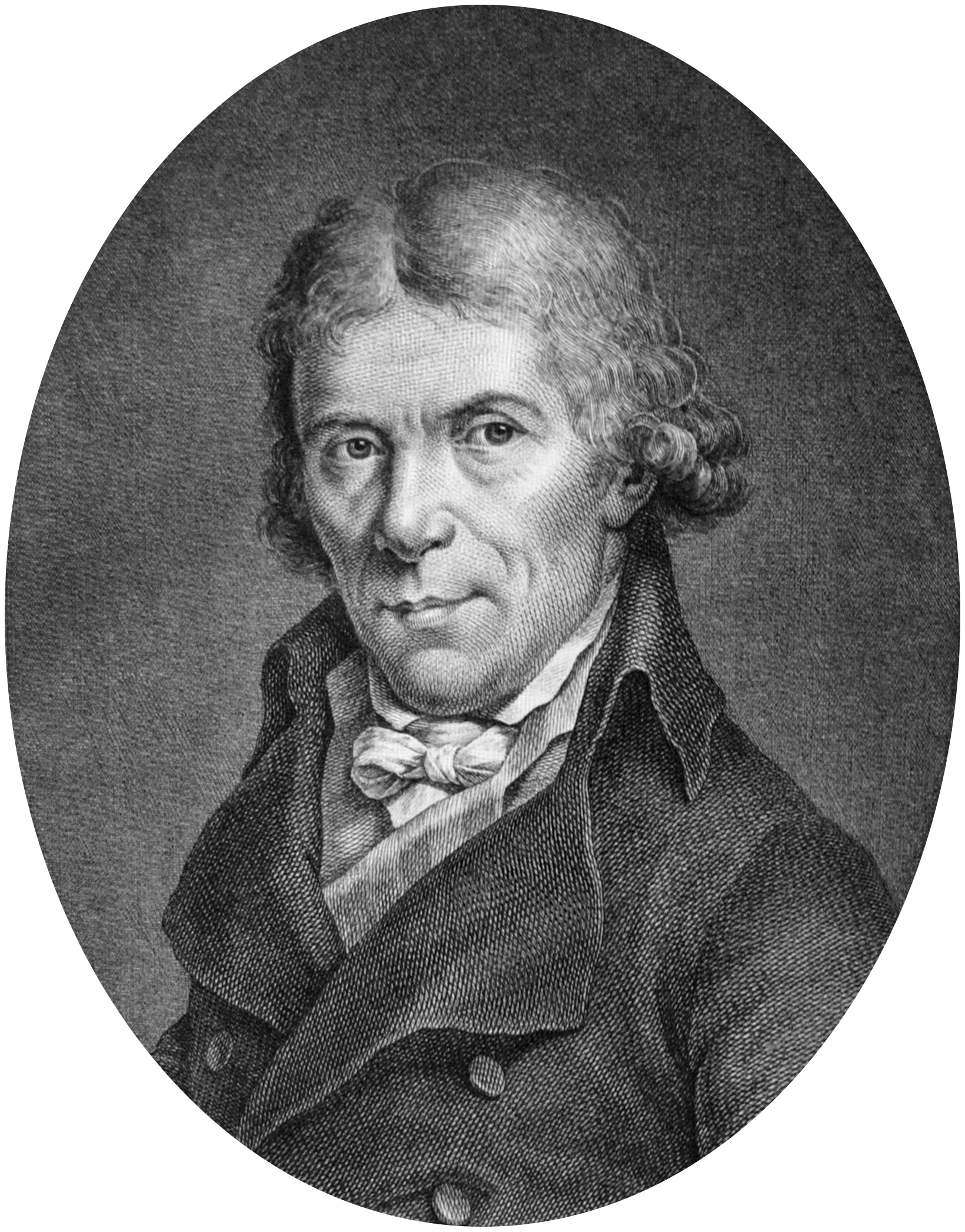
ロシャンブロワーズ・キュキュロン・シカール

ロシャンブロワーズ・キュキュロン・シカール（Roch-Ambroise Cucurron Sicard）または英語名ロック・アンブローズ・コンカロウ・シカード（The Abbe Roch Ambroise Concurrou Sicard, 1742年9月19日か9月20日 - 1822年5月10日）はフランスの神父、ろう教育者。
パリに世界初の公立ろう学校を創立したシャルル・ミシェル・ド・レペー神父の下で学び、1786年頃ボルドーにできたろう学校で教えていた。
1789年には、ド・レペー神父の後任者になったが、フランス革命が起こり、危うく命を落とす所だった。
当時、民主国家となったフランスの国会で、自らの信仰に反する誓いを立てるように強制されたが、屈しなかったため、逮捕され牢獄へ入れられた。
国立聾唖学校の生徒たちが釈放を要請し、ろうの教師ジャン・マルソーがそれを認めた手紙が国会で読まれ、一同に感銘を与えた。しかし、混乱の中で忽ちに忘れられ、処刑台へ送られることになった。友人の働きで死刑に処される直前に釈放された。
1815年、2人の教え子、ジャン・マルソーとローラン・クレークを伴ってロンドンに渡り、そこでトーマス・ホプキンズ・ギャローデットと出会った。
| 前任 フランソワ＝ジョアシャン・ド・ピエール・ド・ベルニ | アカデミー・フランセーズ 席次3 第7代：1803年 - 1822年 | 後任 ドニ＝リュック・フレッシヌス |